# Anna Uixènina
Anna Iúriïvna Uixènina (ucraïnès: Анна Юріївна Ушеніна; nascuda el 30 d'agost de 1985) és una jugadora d'escacs ucraïnesa, que va ser Campiona del món entre novembre de 2012 i setembre de 2013. Té els títols de Gran Mestre Femení des de 2003 i de Gran Mestre des de 2012.
A la llista d'Elo de la FIDE de l'abril de 2020, hi tenia un Elo de 2416 punts, cosa que en feia la jugadora número 4 (en actiu) d'Ucraïna, i la número 50 del rànquing mundial femení. El seu màxim Elo va ser de 2502 punts, a la llista de juliol de 2007 (posició 762 al rànquing mundial).

## Biografia
Uixènina viu a Khàrkiv, on va néixer. Determinada a fomentar el seu desenvolupament intel·lectual i talent creatiu, la seva mare la va fer començar a jugar als escacs, i a fer pintura i música, als set anys. Va esdevenir campiona d'Ucraïna Sub-20 amb només 15 anys. Molts dels seus coneixements en escacs foren adquirits de manera autodidacta, tot i que entre 2000–2002, va estudiar escacs a l'escola d'esports de Khàrkiv. Durant aquest període el seu mestre fou el Mestre Internacional Artiom Tsepotan. Posteriorment va rebre un entrenament més especialitzat a Kramatorsk.

## Èxits a nivell nacional
Al campionat d'Ucraïna femení, la seva progressió fou ràpida. El 2003 (a Mikolaiv) i el 2004 (Aluixta), hi acabà en quarta i sisena posició respectivament, mentre que el 2005 a Alushta hi fou campiona, superant entre d'altres Tatiana Vassilèvitx. Gairebé va repetir l'èxit a Odessa el 2006, quan acabà segona, però per davant de Natàlia Júkova i Inna Gaponenko. En els torneigs combinats (dones i homes), hi ha derrotat GMs masculins de la talla d'Anton Kórobov i Oleg Romànixin, i ha obtingut a Ucraïna el títol de Mestra Honorífica dels Esports.

## Competicions per equips
El 2006 a l'olimpíada de Torí, formà part de l'equip ucraïnès que obtingué la medalla d'or i acabà el torneig invicte. Uixènina i les seves compatriotes Natàlia Júkova (també invicta), Katerina Lahnó i Inna Gaponenko varen puntuar cadascuna entre un 70 i un 80%, en una brillant actuació que els va donar la medalla d'or per equips i un gran prestigi en cercles escaquístics. El 2008, a l'olimpíada de Dresden, l'equip ucraïnès femení s'endugué la medalla d'argent, per darrere les georgianes.
La primera ocasió en què guanyà una medalla important fou a Balatonlelle, al Campionat d'Europa per equips femení Sub-18 de 2002, on hi obtingué la medalla d'or per equips, i l'argent individual al primer tauler. El 2007, al campionat del món per equips femení a Iekaterinburg, va ajudar l'equip d'Ucraïna a obtenir una medalla de bronze, a més d'obtenir una medalla de bronze individual. Ha participat també dos cops al campionat d'Europa per equips, els anys 2005 i 2007. L'equip va quedar els dos cops fora de les medalles, però Uixènina obtingué una medalla d'or individual el 2007, a Heraklion, amb 5/7.
A finals del 2013 va jugar el Campionat d'Europa per equips al segon tauler de la selecció ucraïnesa. Hi va puntuar 6.5/8 i l'equip ucraïnès va guanyar la medalla d'or.

## Torneigs i títols
El 2003 va obtenir el títol de WGM després d'èxits als torneigs de Kíev el 2001 i Odessa el 2003. La seva gran actuació a les olimpíades, i els resultats posteriors a Pardubice i Abu Dhabi (ambdós el 2006) li varen permetre d'obtenir el títol de Mestre Internacional, el gener de 2007.
A la secció 'A2' del prestigiós Aeroflot Open de 2007 a Moscou, hi va fer 5 punts a les 7 primeres rondes, i hi vencé tres Grans Mestres, amb una performance de 2672. Al campionat d'Europa individual femení de 2008 a Plòvdiv, hi obtingué la medalla de bronze, perdent per 1–2 contra Viktorija Čmilytė un tie-break per l'argent. Al torneig Corus (Grup C) de Wijk aan Zee de 2008, no hi va tenir una bona actuació, i va acabar cap a la part inferior del grup, empatada amb Peng Zhaoqin amb 4½/13. A l'obert de Moscou femení de 2008, celebrat conjuntament amb el torneig Aeroflot, hi fou segona (rere Anna Muzitxuk, i per davant de Natàlia Júkova i Katerina Lahnó). El 2010 va guanyar la Rector Cup a Khàrkiv amb una performance de 2649.
L'agost de 2013 participà en la Copa del Món de 2013, on fou eliminada en primera ronda, on fou eliminat per Piotr Svídler 1-3.
El juny del 2016 a Mamaia (Romania), es proclamà campiona d'Europa amb 8½ punts d'11, els mateixos punts que Sabrina Vega però amb millor desempat.
L'abril de 2018 fou tercera al Campionat d'Europa femení a Vysoké Tatry, Eslovàquia (la campiona fou Valentina Gúnina).

## Campiona del món
A la final del Campionat del món d'escacs femení de 2012 hi va obtenir la victòria contra Antoaneta Stéfanova i va esdevenir així la 14a Campiona del món. Aquest triomf li va donar automàticament el títol de Gran Mestre. És la primera campiona del món d'escacs ucraïnesa.
Posteriorment va perdre el seu títol contra Hou Yifan al Campionat del món d'escacs femení de 2013.